# La Ville morte (Boulanger)
Ne doit pas être confondu avec Die tote Stadt.
Pour les articles homonymes, voir Ville morte.
Personnages
- Hebé, (soprano)
- Anne, mezzo-soprano
- Léonard, ténor
- Alexandre, baryton

La Ville morte est un opéra de Nadia Boulanger et Raoul Pugno sur le texte de la pièce de Gabriele D'Annunzio La città morta (it) . Il est souvent qualifié comme étant « l'œuvre la plus importante de Boulanger en tant qu'artiste créatif ».

## Histoire

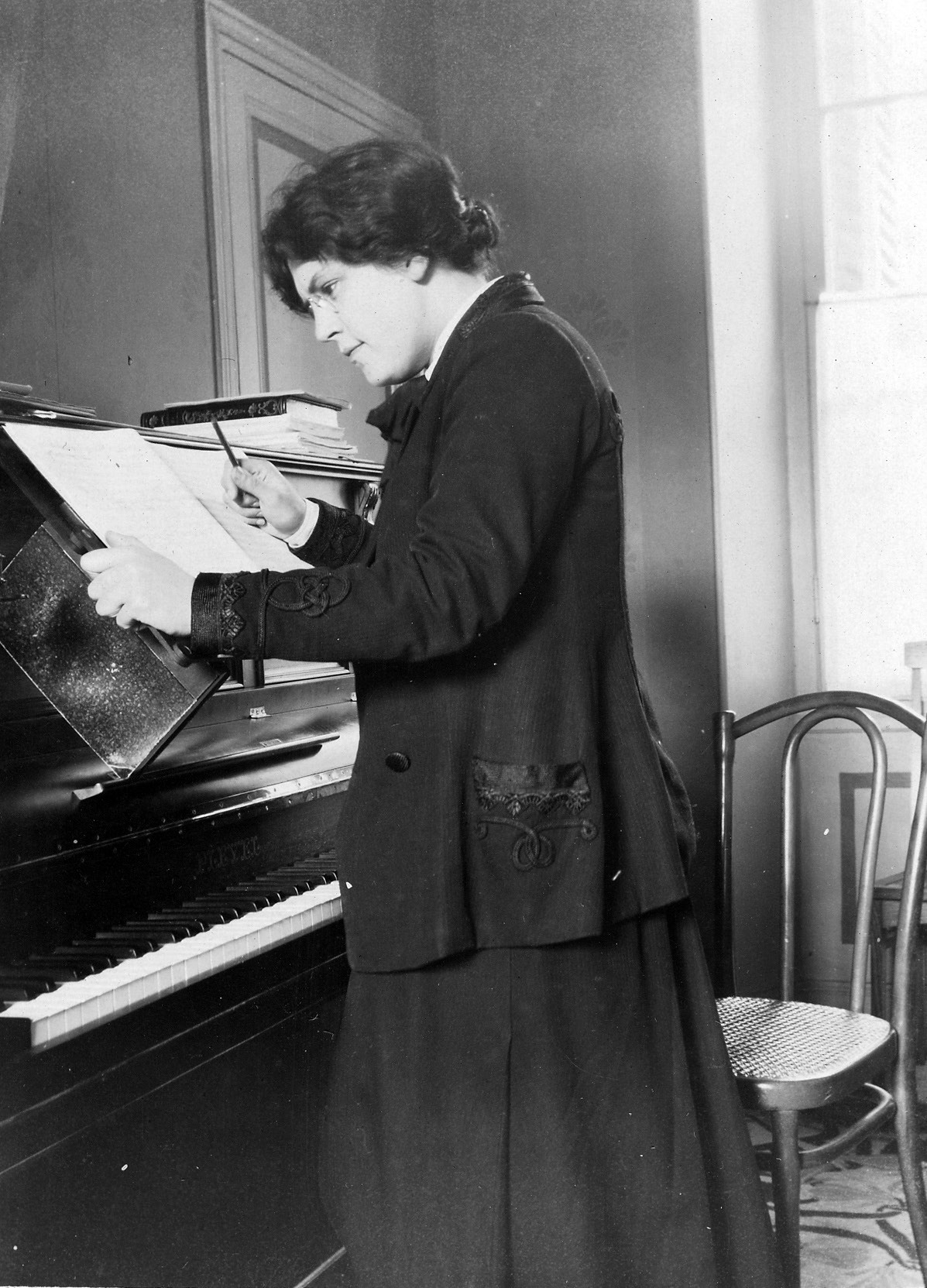
Nadia Boulanger, travaillant sur La Ville morte à Saint-Jean-Cap-Ferrat en 1911.

Après avoir passé ses examens au Conservatoire de Paris en 1904, Pugno devient le professeur, le collaborateur et le promoteur de Nadia Boulanger. Certains auteurs déclarent qu'ils auraient été amants tandis tandis que d'autres affirment le contraire. En 1909, ils écrivent ensemble un cycle de chansons, Les heures claires. Les travaux sur l'opéra ont probablement commencé en 1909 et ont été terminés vers 1912. Ensemble ils partent réaliser une tournée en Russie en décembre 1913. Mais au cours de celle-ci, Pugno contracte un refroidissement dans le train Berlin-Moscou mal chauffé et doit annuler presque tous ses concerts. Il meurt le 3 janvier 1914, avant que l'opéra n'ait pu être créé. L'Opéra-Comique avait terminé la distribution des rôles en juillet 1914 et les répétitions du chœur étaient prévues pour commencer le 17 août de la même année lorsque le déclenchement de la Première Guerre mondiale perturba l'organisation.
Avec de nombreux échos à Pelléas et Mélisande, le récit suit la vie et les amours d'un archéologue, Léonard, de sa sœur Hébé, d'Alexandre, un collègue, et de sa femme Anne, au milieu des ruines de Mycènes.
La version entièrement orchestrée de l'opéra n'a pas survécu. L'opéra a cependant été reconstitué à partir de partitions survivantes de Mauro Bonifacio et a pu être créé pour la première fois au festival Chigiana à Sienne en 2005. La Ville morte est mis en scène pour la deuxième fois par Mia Nerenius, avec une utilisation d'écrans et des projections, en mars 2020 à l'Opéra de Göteborg,.
Une version de chambre (avec quelques scènes coupées et sans chœur) coproduite par l'Opéra national grec et le Catapult Opera (le successeur du Gotham Chamber Opera) est produite à Athènes en janvier 2024 et à New York en avril 2024, sous la direction par Neal Goren. Il s’agit de la première et de la seule production entièrement mise en scène de la pièce.

## Rôles
| Rôle      | Voix          | Distribution lors de la création, 16 mars 2005 Chef : Luca Pfaff | Distribution à l'Opéra de Göteborg, 8 mars 2020 Chef : Anna-Maria Helsing | Distribution à l'Opéra national de Grèce, 19 janvier 2024 Chef : Neal Goran |
| --------- | ------------- | ---------------------------------------------------------------- | ------------------------------------------------------------------------- | --------------------------------------------------------------------------- |
| Hebé      | soprano       | Michelle Canniccioni                                             | Katarina Karnéus                                                          | Melissa Harvey                                                              |
| Anne      | mezzo-soprano | Letitia Singleton                                                | Matilda Paulsson                                                          | Laurie Rubin                                                                |
| Léonard   | ténor         | Lorenzo Carola                                                   | Markus Pettersson                                                         | Joshua Dennis                                                               |
| Alexandre | baryton       | Randal Turner                                                    | Anton Ljungqvist                                                          | Jorell Williams                                                             |